# Oakland Athletics
L'Oakland Athletics és un club professional de beisbol estatunidenc de la ciutat d'Oakland (Califòrnia) que disputa la MLB.

## Palmarès
- Campionats de la MLB (9): 1989, 1974, 1973, 1972, 1930, 1929, 1913, 1911, 1910
- Campionats de la Lliga Americana (15): 1990, 1989, 1988, 1974, 1973, 1972, 1931, 1930, 1929, 1914, 1913, 1911, 1910, 1905, 1902
- Campionats de la Divisió Oest (14): 2006, 2003, 2002, 2000, 1992, 1990, 1989, 1988, 1981, 1975, 1974, 1973, 1972, 1971

## Evolució de la franquícia
- Oakland Athletics (1981-present)
- Oakland A's (1970-1981)
- Oakland Athletics (1968-1969)
- Kansas City Athletics (1955-1967)
- Philadelphia Athletics (1901-1954)

## Colors
Verd, daurat i blanc.

## Estadis
- Oakland-Alameda County Coliseum (1968-present)
  - a.k.a. McAfee Coliseum (2004-2008)
  - a.k.a. Network Associates Coliseum (1998-2004)
- Municipal Stadium (Kansas City) (1955-1967)
- Shibe Park (Philadelphia) (1909-1954)
  - a.k.a. Connie Mack Stadium (1953-1954)
- Columbia Park (Philadelphia) (1901-1908)

## Números retirats
- Reggie Jackson 9
- Catfish Hunter 27
- Rollie Fingers 34
- Jackie Robinson 42
- Dennis Eckersley 43
- Walter Haas (A's)